# Austrofundulus leohoignei
Austrofundulus leohoignei is een straalvinnige vissensoort uit de familie van de killivisjes (Rivulidae). De wetenschappelijke naam van de soort is voor het eerst geldig gepubliceerd in 2005 door Hrbek, Taphorn & Thomerson.